# Паращенко Микита Іванович
Микита Іванович Паращенко (28 липня 1906, село Мормаль Рогачовського повіту Могильовської губернії, тепер Жлобинського району Гомельської області, Білорусь — грудень 1978, місто Мінськ, тепер Білорусь) — радянський державний діяч, голова Мінського та Вітебського облвиконкомів. Депутат Верховної ради СРСР 3—4-го скликань.

## Життєпис
Народився в селянській родині. З вересня 1926 по 1927 рік — секретар Мормальської сільської ради.
Член ВКП(б) з 1927 року.
Перебував на відповідальній радянській і партійній роботі.
З 1941 року служив у Червоній армії на політичній роботі, учасник німецько-радянської війни. У вересні 1941 — березні 1942 року — заступник начальника політичного відділу 325-ї стрілецької дивізії. З березня 1942 року — начальник політвідділу 344-ї стрілецької дивізії. З 1944 року — начальник організаційно-інструкторського відділення політвідділу 49-ї армії.
У 1948 — вересні 1952 року — голова виконавчого комітету Мінської обласної ради депутатів трудящих.
У 1955—1959 роках — голова виконавчого комітету Вітебської обласної ради депутатів трудящих.
У 1959—1961 роках — міністр соціального забезпечення Білоруської РСР.
Потім — персональний пенсіонер.
Помер у грудні 1978 року в Мінську. Похований на Східному цвинтарі Мінська.

## Звання
- підполковник

## Нагороди
- два ордени Червоного Прапора (5.10.1943; 12.04.1945)
- орден Вітчизняної війни І ст. (30.07.1944)
- два ордени Трудового Червоного Прапора (30.12.1948; 18.01.1958)
- орден Дружби народів (28.07.1976)
- орден Червоної Зірки (24.01.1943)
- медаль «За перемогу над Німеччиною у Великій Вітчизняній війні 1941—1945 рр.»
- медалі